# Der selbstsüchtige Riese
Der selbstsüchtige Riese (engl. The Selfish Giant), auch als Der eigensüchtige Riese ins Deutsche übersetzt, ist ein Kunstmärchen von Oscar Wilde. Es erschien 1888 in der vor allem für seine Titelgeschichte bekannten Prosasammlung Der glückliche Prinz und andere Märchen.

## Inhalt
In dem Märchen verscheucht ein Riese spielende Kinder aus seinem Garten und errichtet eine Mauer um sein Anwesen. Dies führt dazu, dass dort ewiger Winter herrscht:

„Die einzigen, denen der Garten noch gefiel, waren der Schnee und der Frost. […] Der Schnee bedeckte das Gras mit seinem dicken weißen Mantel und der Frost ließ alle Bäume silbern erscheinen. [Der] Nordwind […] brüllte unaufhörlich durch den Garten und blies die Schornsteinbleche hinunter.“

Erst als sich die Kinder durch eine Öffnung in der Mauer Zutritt zu dem Garten verschaffen, erwacht die Natur zu neuem Leben. Der Riese beobachtet die Kinder vom Fenster seines Hauses und erkennt erst jetzt den Grund für das Ausbleiben des Frühlings. Er tritt nach draußen, um einem kleinen Jungen, der nicht groß genug ist, um – wie seine Spielkameraden – auf einen der Bäume zu klettern, beim Aufstieg zu helfen. Alle Kinder laufen davon, außer dem kleinen Jungen, der zu verweinte Augen hat, um den Riesen kommen zu sehen. Er lässt sich von ihm auf den Baum helfen und küsst den Riesen, woraufhin die anderen Kinder in den Garten zurückkehren:

„Und als all die anderen Kinder sahen, dass der Riese nicht länger böse war, kamen sie eilig zurück – und mit ihnen kam der Frühling. ‚Von nun an, Kinder, ist dies euer Garten‘, sagte der Riese, nahm eine riesige Axt und riss die Mauer nieder.“

Die Kinder spielen hinfort wieder regelmäßig im Garten des Riesen, der jedoch unter ihnen den kleinen Jungen, der ihn einst geküsst hatte, vermisst. Die Kinder kennen den Jungen nicht, jahrelang wird er nicht gesehen. Eines Wintermorgens blickt der Riese, der inzwischen alt und gebrechlich geworden ist, aus dem Fenster:

„In der entlegensten Ecke des Gartens war ein Baum über und über mit herrlichen weißen Blüten bedeckt. Seine Zweige waren vergoldet und silberne Früchte hingen von ihnen herab. Und unter dem Baum stand der kleine Junge, den der Riese so sehr in sein Herz geschlossen hatte.“

Er hastet hinaus in den Garten und muss erkennen, dass der Junge Stigmata an Händen und Füßen trägt. Als der Riese ihn fragt, wer ihm diese Wunden zugefügt habe, bezeichnet der kleine Junge diese als „die Wunden der Liebe“ und lädt den Riesen in seinen Garten, das Paradies ein. Die Kinder finden den Riesen am Mittag tot unter dem blühenden Baum.

## Gestaltung und Interpretationsansätze
Oscar Wilde verfasste dieses wie andere Kunstmärchen, die heute zu den bekanntesten ihrer Gattung gehören, für seine beiden Söhne, Cyril (1885–1915) und Vyvyan (1886–1967). Sprachlich gekennzeichnet ist das auktorial erzählte Märchen Der selbstsüchtige Riese von seiner betont kunstlosen Sprache mit leichtem Hang zum Pathos.
Im inhaltlichen Vordergrund steht genretypisch der moralisch-didaktische Aspekt. Wilde versucht unter anderem in dieser Geschichte eine Verschmelzung der Kunstanschauungen seiner zwei Mentoren: der ästhetizistischen L’art-pour-l’art-Konzeption des britischen Essayisten Walter Pater und der von der mittelalterlichen Gotik beeinflussten Lehre John Ruskins, das Schöne könne nur in Verbindung mit dem Wahren und Guten zur Geltung gelangen. Paters Ideen erscheinen bei Wilde, auch in Der selbstsüchtige Riese, als ein Stadium, das es zu überwinden gilt, um einem christlichen Ideal zu entsprechen. Wilde bedient sich dazu des traditionellen Märchenmotivs von dem Menschen, der im Laufe der Handlung den vergleichsweise höheren Wert der Nächstenliebe gegenüber seinen materiellen Besitztümern erkennt. Neben den auf Jesu Christi bei der Passion erlittene Verletzungen anspielenden Wundmalen des Jungen sind als weiteres christliches Randmotiv die zwölf Pfirsichbäume deutbar, die auf die zwölf Apostel in den Evangelien der Bibel verweisen. Nicht ungewöhnlich für Wilde, dessen Werke dem Fin de Siècle zugerechnet werden, ist die verklärende Todesdarstellung. Indes fehlen in dieser Geschichte die ironischen Einsprengsel anderer Kunstmärchen.
Einige Aspekte finden sich in Wildes Essay Der Sozialismus und die Seele des Menschen (1891) wieder, in dem der Autor eine sozialistisch-libertaristische Weltsicht vertritt.

## Adaptionen
- 1971 erschien der kanadische Zeichentrickfilm Der selbstsüchtige Riese, der für einen Oscar nominiert wurde.
- Der 2013 erschienene Film The Selfish Giant von Clio Barnard ist von dem Märchen inspiriert.
- Graeme Koehne komponierte ein Ballett auf der Grundlage des Märchens.
- Eric Coates schuf 1925 eine Orchesterfantasie nach dem Kunstmärchen.